# 雷霆任務2
《雷霆任務2》是G-Craft开发，史克威尔于1997年在PlayStation上发行的策略角色扮演游戏。《Fami通》为游戏打出32/40分。
任天堂Switch重制版于2023年发行。